# Paul Volmar
Paul Volmar (* 7. November 1832 in Bern; † 27. April 1906 in Ostermundigen) war ein Schweizer Maler, Zeichner, Kunstpädagoge, Autor und Hochschullehrer.

## Leben und Werk
Paul Volmar war ein Sohn des Joseph Simon Volmar und der Margaretha, geborene Schmid. 
Sein jüngerer Bruder war der spätere Maler, Zeichner und Lehrer an der Berner Kunstschule, Theodor Volmar. Paul Volmar wurde von seinem Vater unterrichtet und betrieb später literarische Studien an der Universität Bern. Anschliessend hielt er sich zur Weiterbildung in Paris und Genf auf. Unter dem Pseudonym Georg Tann verfasste er 1865 den historischen Roman Traurige Zeiten.
Volmar liess sich an der Kunstschule in Bern zum Zeichenlehrer ausbilden. Von 1866 bis 1899 unterrichtete er am städtischen Gymnasium und der Kantonsschule sowie von 1872 bis 1900 an der Kunstschule in Bern. Seine Schüler an der Berner Kunstschule waren u. a. Martha Stettler, Max Buri, Emil Cardinaux, Robert Kiener, Fritz Widmann und Robert von Steiger.  
Ab 1865 war Volmar Privatdozent sowie von 1890 bis 1899 ausserordentlicher Professor für Kunstgeschichte an der Universität Bern. Zusammen mit Ludwig Eckardt gründete Volmar 1858 die literarische Zeitschrift Die Schweiz. Als Illustrator arbeitete er für die Illustrirte Zeitung, für Über Land und Meer und die Schweizergeschichte in Bildern. Diese wurde vom Berner Verleger Rudolf Buri herausgegeben. Paul Volmar war mit Augusta Emilia, geborene Pöhlmann, verheiratet. 